# صحت اظهارات دونالد ترامپ

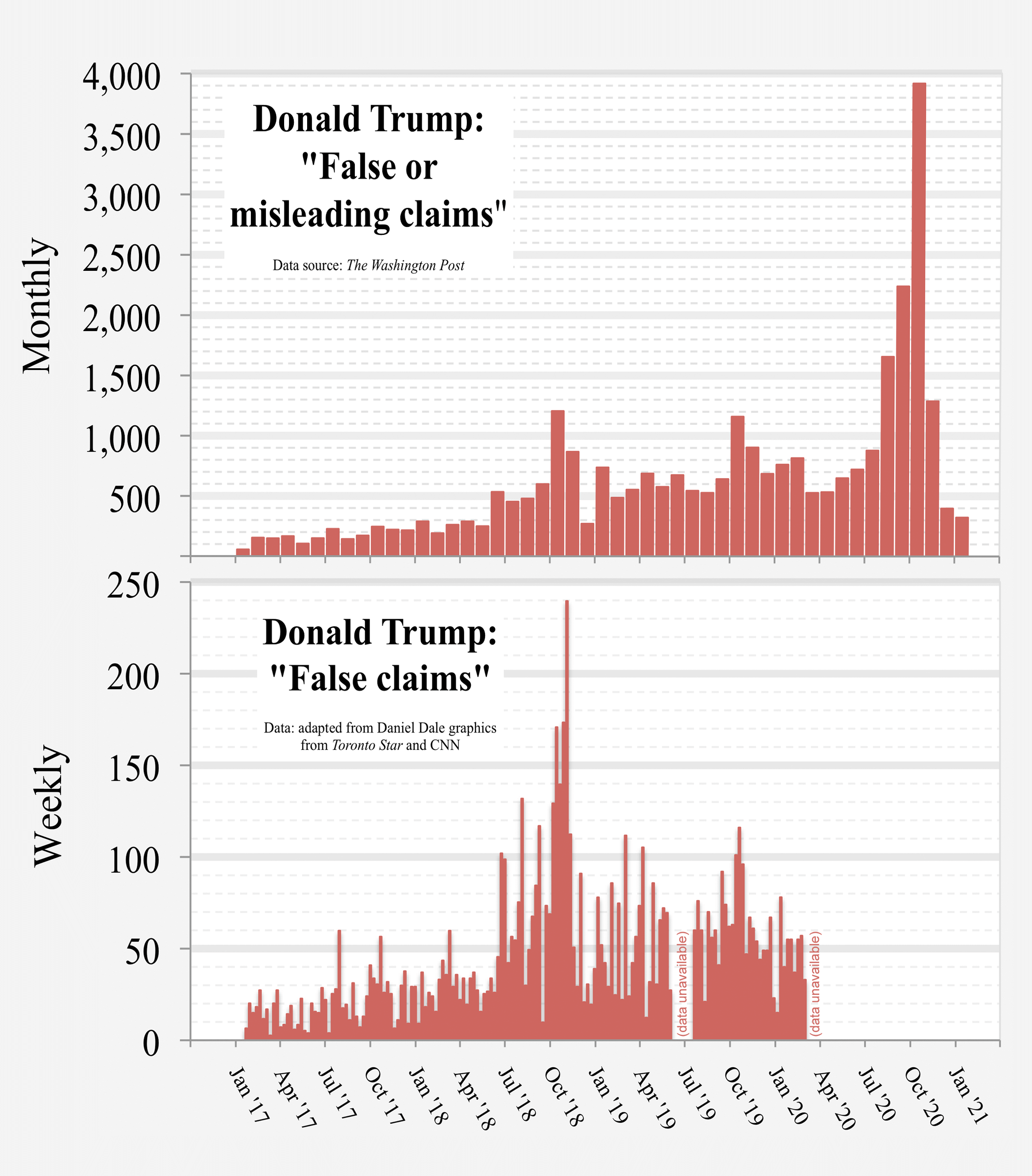
راستی آزمایان از واشینگتن پست (بالا، ماهانه)، تورنتو استار و سی‌ان‌ان (پایین، هفتگی) داده‌هایی را در مورد «ادعاهای نادرست یا گمراه‌کننده» و «ادعاهای نادرست» گردآوری کردند. اوج آنها به ترتیب در اواخر سال ۲۰۱۸ با انتخابات میان دوره ای، در اواخر سال ۲۰۱۹ با بررسی استیضاح وی و در اواخر سال ۲۰۲۰ با انتخابات ریاست جمهوری منطبق بود. پست گزارش داد او ۳۰۵۷۳ ادعای نادرست یا گمراه کننده در چهار سال، به‌طور متوسط بیش از ۲۰٫۹ در هر روز داشته‌است.

دونالد ترامپ در دوران ریاست جمهوری خود به عنوان رئیس‌جمهور ایالات متحده، ده‌ها هزار ادعای نادرست یا گمراه کننده مطرح کرد. راستی آزمای واشینگتن پست تعداد این ادعاها را بالغ بر ۳۰۵۷۳ مورد اعلام کرده بود که تا پایان دوره ریاست‌جمهوری او به‌طور متوسط روزانه حدود ۲۱ مورد بود. مفسران و راستی آزمایان مقیاس دروغگویی او را که به‌عنوان استفاده ای از تکنیک پروپاگاندای «شلنگ آتش‌نشانی دروغ» توصیف کرده‌اند، در سیاست آمریکا «بی‌سابقه» توصیف کرده‌اند، و تداوم این دروغ‌ها به بخش مشخصی از هویت تجاری و نیز هویت سیاسی او تبدیل شده‌است. ترامپ اغلب این را که اظهاراتی مناقشه برانگیز داشته رد می‌کرد. در ژوئن ۲۰۱۹، پس از مقاومت اولیه، بسیاری از سازمان‌های خبری شروع کردند برخی از سخنان نادرست او را به عنوان «دروغ» توصیف کنند، که اظهارات نادرستی هستند که گوینده می‌داند نادرست اند. واشینگتن پست گفت که تکرار مکرر ادعاهایی که او می‌دانست نادرست اند، عملاً معادل یک کارزار دروغ رسانی است. استیو بنن، مدیر اجرایی کمپین ترامپ و استراتژیست ارشد ریاست جمهوری، گفت که مطبوعات، و نه دموکرات‌ها، دشمن اصلی ترامپ هستند و «راه مقابله با آنها پر کردن منطقه از گند است.»
ترامپ و متحدانش به عنوان بخشی از تلاش‌هایشان برای براندازی انتخابات ریاست‌جمهوری ۲۰۲۰ ایالات متحده، مکرراً و به دروغ ادعا کردند که تقلب گسترده در انتخابات صورت گرفته‌است و ترامپ واقعاً در انتخابات پیروز شده‌است. تلاش آنها توسط برخی به عنوان اجرای تکنیک تبلیغاتی «دروغ بزرگ» توصیف شد.

## افکار عمومی
نظرسنجی گالوپ در ژوئن ۲۰۱۹ نشان داد که ۳۴ درصد از بزرگسالان آمریکایی فکر می‌کنند که ترامپ «صادق و قابل اعتماد است».
نظرسنجی بنیاد خانواده کایزر در ماه مارس ۲۰۲۰ تخمین زد که ۱۹ درصد از دموکرات‌ها و ۸۸ درصد از جمهوری خواهان به ترامپ برای ارائه اطلاعات قابل اعتماد در مورد کووید-۱۹ اعتماد دارند.
یک نظرسنجی SRSS در ماه مه ۲۰۲۰ برای سی ان ان به این نتیجه رسید که ۳۶ درصد از مردم در ایالات متحده به ترامپ در مورد اطلاعات مربوط به شیوع COVID-19 اعتماد دارند. تنها ۴ درصد از دموکرات‌ها به اطلاعات ترامپ اعتماد داشتند، در حالی که ۸۴ درصد جمهوری خواهان به این اطلاعات اعتماد داشتند.
در آوریل ۲۰۲۲، ترامپ در تظاهراتی در سلما، کارولینای شمالی اظهار داشت: «من فکر می‌کنم من صادق‌ترین انسانی هستم که شاید خدا تا به حال خلق کرده‌است» و خنده را از سوی جمعیت برانگیخت.